# 中日滿共同宣言
《中日滿共同宣言》，又称《日满华共同宣言》（日语：日滿華共同宣言）、《滿華日共同宣言》，是1940年11月30日，中國汪精卫国民政府行政院院长汪精卫、日本驻汪政權大使阿部信行和满洲国参议长臧式毅在汪精衛政權首都南京签订的宣言。基於該宣言，日本承認汪政權為中華民國政府，汪政權與滿洲國也互相承認。
1940年11月19日，國民政府军统苏州站和上海忠义救国军在唯亭站附近炸毁了一列专列，车上日本高官、轴心国使节和汪精卫政府官员共175人死伤；此次袭击导致《宣言》推迟了11天签署。

## 原文
朕經樞密顧問之諮詢，裁可昭和十五年十一月三十日帝國全權委員於南京與關係各國全權委員共同署名調印之日滿華共同宣言，茲公布之。御名 御璽

昭和十五年十二月二日

内閣總理大　臣　　　近 衞　文 麿
陸　軍　大　臣　　　東 條　英 機
外　務　大　臣　　　松 岡　洋 右
大　藏　大　臣　　　河 田　烈

海　軍　大　臣　　　及 川　古志郎
大中華民國國民政府
大日本帝國政府
滿洲帝國政府希望三國互相尊重其原然之特質，於東亞建設以道義為基礎之新秩序之共同理想下，互為善鄰，緊密提攜，俾形成東亞永久和平之軸心，並希望以此為核心，而貢獻於世界全體之和平。為此宣言如下：一　中華民國、日本國及滿洲國互相尊重其主權及領土。
二　中華民國、日本國及滿洲國，講求各項必要之一切手段，俾三國間以互惠為基調之一般提攜，尤其善鄰友好，共同防共，經濟提攜，得收實效。
三　中華民國、日本國及滿洲國，根據本宣言之旨趣，速行締結協定。中華民國二十九年十一月三十日
昭和十五年十一月三十日
康德七年十一月三十日于南京
 — 大中華民國國民政府行政院院長　　汪兆銘（印）
大日本帝國特命全權大使　　　　阿部信行（印）
滿洲帝國參議　　　　　　　　　　臧式毅（印）